# Villar-Perosa (súng tiểu liên)
|image=
|caption=
|name=Villar-Perosa
|type=Súng tiểu liên
|origin= Ý
|era= Post-WW1
|platform= Tripod, vehicle
|target= Người, Xe thiết giáp nhẹ, máy bay
|design_date= 1914
|production_date= 
|service= 
|used_by= Ý
|wars= Chiến tranh thế giới thứ nhất
|spec_type=
|caliber= 9 mm
|part_length=
|cartridge=9 mm Glisenti
|feed= Hộp đạn rời
|rate=3.000 viên/phút
|velocity= 320 m/s
|weight= 6,5 kg (Kiểu nòng ngắn)
|length=534 mm
|action= Blowback
|variants= 
|number=
|range=1.800 m
}}
Villar Perosa là súng tiểu liên hai nòng thường được gắn trên máy bay được thiết kế bởi Bethel Abiel Revelli, là thiếu tá trong quân đội Ý năm 1914. Loại vũ khí này bắn đạn súng ngắn 9 mm Glisenti, một phiên bản khác yếu hơn sử dụng đạn 9 mm Para phổ biến hơn. Với tốc độ bắn cực cao 3000 viên trong một phút hay 1500 viên trong một phút cho một nòng. Nó được đánh giá là một loại súng máy đứng đầu tuy nhiên lại không được sử dụng nhiều trên chiến trường do thường chỉ được đặc trong các công sở và dành cho việc phòng thủ.

## Lịch sử phát triển
Revelli lấy bằng thiết kế cho loại vũ khí này vào ngày 08 tháng 04 năm 1914, và sau đó đã phân nó cho công ty Villar-Perosa. Loại súng này được sử dụng bởi không quân Ý trong chiến tranh thế giới thứ nhất. Tuy nhiên nó được báo cáo là có thể hoạt động tốt hơn khi ở mặt đất khi mà đạn súng ngắn không đủ mạnh để bắn hạ máy bay.
Một số lượng lớn phiên bản dùng để chiến đấu mặt đất đã lọt vào tay quân đội Đức và Áo qua sự thất trận của Ý trong trận chiến Caporetto. Cũng như nhiều binh lính thấy rằng loại vũ khí này không thực tế để có thể sử dụng, công ty phát triển vũ khí Beretta đã phục hồi dự án bằng việc biến vũ khí này thành vũ khí vác vai (mỗi vai mang một nòng súng) năm 1918. Được gọi là Mẫu Beretta 1918 (Beretta Model 1918) đây là loại vũ khí ít được thấy trên chiến trường và cho đến tận ngày nay người ta rất hiếm khi tìm được một khẩu Villar-Perosa được ráp hoàn chỉnh.